# Энофил

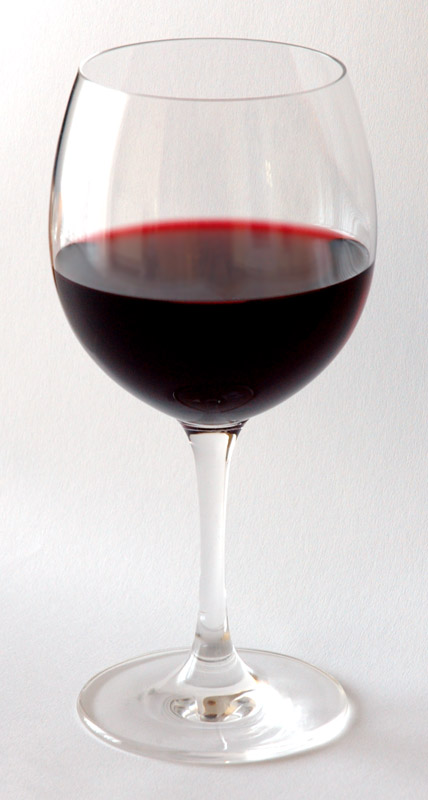
Бокал красного вина

Энофи́л (от др.-греч. οἶνος «вино» + φιλία «любовь») — любитель и знаток вина. В широком смысле слова, энофил — человек, который любит вино, наслаждается вином, как гурман, и не является профессионалом.
В строгом смысле слова, энофил — человек, посвятивший себя изучению вина и придерживающийся строгих традиций в его потреблении и оценке. Энофилом также называют человека, являющегося поклонником вина или его знатоком — коносьером. Энофилы — это люди, которые высоко ценят и коллекционируют вино, в частности, виноградные вина из определённых винодельческих районов и даже местностей или определенные сорта вин или же вина, произведённые определённым способом. Хотя для большинства энофилов энофили́я — хобби, но немало среди них и таких, которые являются профессионалами: виноторговцы, оптовые продавцы вин, сомелье, дегустаторы и оценщики вин, зарабатывающие этим на жизнь.
Для энофилов создаются специальные энотеки, где кависты (продавцец-консультант вина) расскажут о букете, аромате, вкусе и послевкусии, дадут попробовать вина из разных стран, а также расскажут об истории, географии и гастрономических связях выбранных напитков. Значение энотек для энофилов можно сравнить со значением хорошей книжной коллекции для библиофилов. В последние годы энотеки появились и в России. Также для энофилов организуются специальные туристические поездки, так называемые «винные туры», в регионы и страны, где производятся самые изысканные вина и известные марки вин. Такие поездки скорее являются путешествиями в иную культуру, так как знакомят с высокой культурой вина и традициями потребления вин в этих регионах и странах. 